# Campiglossa albiceps
Campiglossa albiceps är en tvåvingeart som först beskrevs av Friedrich Hermann Loew 1873.  Campiglossa albiceps ingår i släktet Campiglossa och familjen borrflugor. Inga underarter finns listade.